# František Bubák

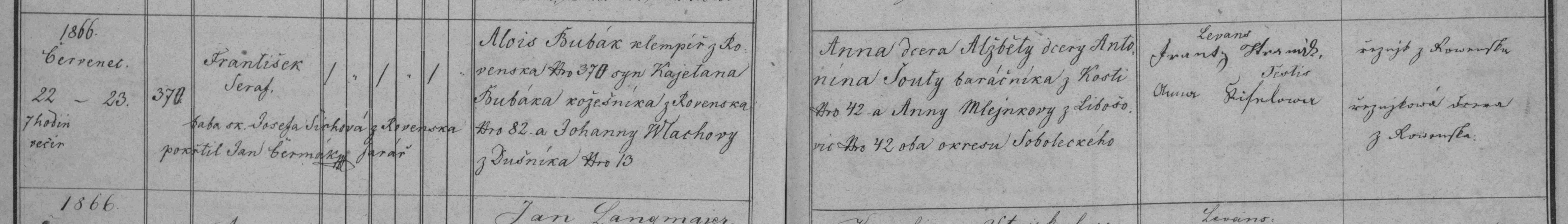
matriční zápis o narození a křtu Františka Bubáka (matrika N 1857–1873 Rovensko pod Troskami (SOA Zámrsk))

František Bubák (22. července 1866 Rovensko pod Troskami – 19. září 1925 Praha-Podolí) byl český botanik, učitel a spisovatel odborných publikací.

## Život
Po studiích na gymnasiích v Jičíně, Praze a Příbrami pokračoval na universitách v Praze, Halle a Berlíně. Když získal aprobaci, začal učit. Nejdříve na středních školách v Praze, pak v Zábřehu a když dosáhl doktorátu filozofie, stal se docentem fytopathologie na české technice v Praze. V roce 1900 začal vydávat Zprávy o chorobách kulturních rostlin v Čechách. Roku 1903 byl jmenován profesorem na Královské české akademii hospodářské v Táboře, kde založil velkou botanickou zahradu a fytopatologickou stanici pro choroby rostlin a začal každoročně vydávat zprávy v němčině. Botanickou zahradu v Táboře přebudoval a použil zde vlastní koncepci, která se v podstatě zachovala dodnes.
Od roku 1919 byl František Bubák jmenován profesorem botaniky a fytopathologie na nově zřízenou Vysokou zemědělskou školu v Brně, zároveň i prvním tamním rektorem. O rok později se stal profesorem fytopathologie na Vysoké škole zemědělství a lesního inženýrství při české technice (ČVUT) v Praze. Vykonal řadu vědeckých cest na Balkán. Zaobíral se neustále studiem hub a rostlinných chorob. Uveřejnil velké množství odborných článků v různých časopisech, sbornících a to nejen v ČSR, sestavil odborné publikace a velký mykologický herbář, který se stal později majetkem musea botanické zahrady v Brooklynu.
Zemřel roku 1925 v Praze. Byl zpopelněn a pohřben na Vinohradském hřbitově.

### Rodinný život
Dne 26. února 1900 se v Praze u sv. Ludmily oženil s Bertou Tellerovou (1878–??). Manželé Bubákovi měli dceru Jarmilu (1898–??).

## Dílo
Odborné publikace:
- Některé nejdůležitější choroby rostlin kulturních(Beroun, A. Kolárský, 1902)
- Hraboš jako škůdce obilí a cukrovky (Praha, vl. nákl., 1903)
- Nová choroba cukrovky v Čechách (Praha, nákl. vl., 1903)
- Pokusy, kterak ničiti kořenomorku cukrovky (Rhizoctonia violacea Tul.) v půdě (Praha, nákl. vl., 1903)
- Nová choroba cukrovky v Čechách (1903)
- Houby české – 1. díl Rezy (1906)
- Houby české – 2. díl Sněti (1912)
- Fungi imperfecti exsiccati (sbírka nižších hub, společně s E. J. Kabátem)